# Дмитро Івашенцевич
Дмитро́ Іваше́нцевич (? — до 1536) — руський (український) боярин герба Лис з роду Івашенцевичів. Землевласник, військовий та державний діяч у Київському воєводстві Великого князівства Литовського.

## Біографія
Відомо, що у середині XV століття, боярський рід Івашенцевичів був наближеним до великого князя литовського, а його представники зчаста брали участь у різних дипломатичних місіях. Про це зокрема свідчить низка тогочасних документів.
Найдавніша з відомих писемних згадок про Дмитра Івашенцевича виринає у 1509 році. Він, також Богдан і Андрій Івашенцевичі отримали привілеєм великого князя цілий маєтковий комплекс Івана князя Глинського на Київщині: Рют Новий і Старий, Тоганів, Очків, Новосільці, Костомирів, села й селища Кам’яне, Опачичин (Іспачичі), Мухоїдовичі, Кобановичі, Максимовичі, Загальці, Скубричі, Жерове, Копилове, Новостав, Совку, Воронине, Борисів, а також двори в Києві та Овручі. Маєтки ці були конфісковані Сигізмундом І Старим після поразки князів Глинських у т.з. повстанні Глинського. Ймовірно усі вище згадані Івашенцевичі брали участь у боротьбі короля і великого князя Сигізмунда І з князями Глинськими та отримали ці землі як винагороду.
25 березня 1515 року пан Дмитро Івашенцевич склав заповітний запис на користь Київського Пустинно-Миколаївського (Микільського) монастиря на право збирати щорічно податки (2 копи грошей по 12 пенязей в грош) з максимівських людей (с. Максимівка за 4 км від Градизька).
У 1522 році Дмитро Івашенцевич та його племінник Макар Борисович Івашенцевич мали тяжбу із Василем Боговитиновичем і Семеном Бабинським за села Кам'яне, Іспачичі, Мухоїдовичі, Жеров, Подсихи та ін. Перше з них, згідно ревізії Овруцького замку, на 1545 рік вже належало Семенові Бабинському. Також відомо, що того ж 1522 року Дмитро Івашенцевич разом з дружиною Марією N та синами Федором і Данилом продали свій двір у Вільно для воєводи троцького Костянтина князя Острозького.
З 1523 по 1525 рік господарський зем'янин Дмитро Івашенцевич та Криштоф Івашенцевич (родич) — державці Чорнобильського замку. Замінили на цьому посту Криштофа Кміту. У 1536 році вдова Дмитра Івашенцевича — Марія N та син Федір Дмитрович Івашенцевич, судилися за землі у середньому басейні річки Прип'ять з королівським дворянином Левом Полозом. Нащадки згаданого Макара Івашенцевича у подальшому відомі як Макаревичі. Від нього назва сучасного міста Макарів.